# 9197 Endo
9197 Endo este un asteroid din centura principală de asteroizi.

## Descriere
9197 Endo este un asteroid din centura principală de asteroizi. A fost descoperit pe 24 noiembrie 1992 la Nyukasa de Masanori Hirasawa și Shohei Suzuki. El prezintă o orbită caracterizată de o semiaxă mare de 2,16 ua, o excentricitate de 0,11 și o înclinație de 1,0° în raport cu ecliptica.